# Баденвајлер
Баденвајлер (њем. Badenweiler) општина је у њемачкој савезној држави Баден-Виртемберг. Једно је од 50 општинских средишта округа Брајсгау-Хохшварцвалд. Према процјени из 2010. у општини је живјело 3.919 становника. Посједује регионалну шифру (AGS) 8315007.

## Географски и демографски подаци
Баденвајлер се налази у савезној држави Баден-Виртемберг у округу Брајсгау-Хохшварцвалд. Општина се налази на надморској висини од 425 метара. Површина општине износи 13,0 km². У самом мјесту је, према процјени из 2010. године, живјело 3.919 становника. Просјечна густина становништва износи 301 становника/km².

## Међународна сарадња
| Мјесто | Држава    | Врста сарадње | Од    |
| ------ | --------- | ------------- | ----- |
|        | Француска | партнерство   | 1957. |
| Извор  |           |               |       |